# Muna (banda)
Muna (estilizado como MUNA ; [ˈmuːnə] MOON-ə ) é um grupo musical estadunidense de indie pop fundado em 2013 e desde então formado por Katie Gavin (Chicago, 30 de Dezembro de 1992) (Voz, Violão), Josette Maskin (Los Angeles, 26 de Fevereiro de 1994) (Backing Vocals, Guitarra, Violão, Teclas) e Naomi McPherson (San Diego, 6 de Janeiro de 1993) (Backing Vocals, Guitarra, Violão, Teclas). O trio lançou dois álbuns de estúdio pela RCA - About U (2017) e Saves The World (2019) - antes de assinar com a Saddest Factory (selo fundado pela cantora e compositora estadunidense Phoebe Bridgers em 2020 e filiado à gravadora Dead Oceans) pela qual lançou seu terceiro álbum de estúdio autointitulado em 2022.

## Carreira

### 2013 - 2019: Início de carreira,About UeSaves The World
O trio se conheceu na Universidade do Sul da Califórnia e começou a se reunir em 2013 com Josette Maskin e Naomi McPherson nas guitarras e Katie Gavin nas vozes e sintetizadores. À época, na referida instituição, Josette e Katie eram colegas da faculdade de música enquanto Naomi cursava estudos narrativos americanos e étnicos quando foi apresentado por Katie a Josette. Josette e Naomi se acostumavam a tocar ska e rock progressivo, mas decidiram adotar uma sonoridade diferente quando suas colaborações iniciais com Katie resultaram na sua orientação estético-sonora atual.
Ao iniciarem de maneira experimental, o grupo evoluiu para um pop eletrônico considerado envolvente e, no meio de 2014, publicou seu EP de estreia, More Perfect, no Bandcamp e no SoundCloud, fazendo seu sucesso levá-los a assinar com a RCA nos EUA ao lado da Columbia no Reino Unido apesar de Katie e Naomi em seguida terminarem um namoro que já durava três anos. A RCA, então, custeou e lançou o segundo EP do grupo, Loudspeaker (ou The Loudspeaker EP), em 6 de Maio de 2016, que, por sua vez, os conduziu ao seu álbum de estreia, About U, em 3 de Fevereiro de 2017.
Pouco antes disso, em 2016, o DJ neerlandês Tiësto remixou "Winterbreak" em Maio e o grupo, depois de se apresentar ao vivo pela primeira vez no Lollapalooza na sua edição de Julho daquele ano em Chicago, prosseguiu para uma turnê norte-americana com o Grouplove e fez sua estreia na televisão em 7 de Novembro daquele ano através do The Tonight Show Com Jimmy Fallon.
Em 2017, já depois de lançar About U, o grupo foi anunciado como abertura nas datas das turnês norte-americana e europeia de Harry Styles e um de seus singles, "I Know A Place" (cuja repercussão à época se deu em meio à eleição de Donald Trump no final do ano anterior e sua campanha marcada por constantes ataques às políticas nacionais e estaduais de proteção e inclusão às pessoas LGBT+) foi inserido na trilha sonora do filme de terror canadense The Carmilla Movie (adaptação da websérie original baseada na novela homônima de Sheridan Le Fanu), o que se repetiria no ano seguinte no filme da Netflix Alex Strangelove - dessa vez, tocando-a ao vivo numa cena que narra o despertar sexual do seu protagonista, Alex Truelove.
Em 6 de Setembro de 2019, o grupo lançou seu segundo álbum, Saves The World, precedido por seu primeiro single, "Number One Fan", e seguido pelos singles "Who", "Stayaway" e "Taken".

### 2020 - Presente: Rescisão com a RCA, ingresso na Saddest Factory eMUNA
Em 2020, logo após o início da pandemia de COVID-19, a RCA rescindiu seu contrato com o grupo por "não gerar dinheiro suficiente".
Disso, em Maio de 2021, foi anunciado que o grupo havia assinado com o recém-fundado selo de Phoebe Bridgers, Saddest Factory, filiado à gravadora Dead Oceans do Secretly Group. Quatro meses depois, essa nova parceria resultou no seu primeiro lançamento no seu novo selo: "Silk Chiffon", com participação especial de Phoebe, elogiada pela Rolling Stone como uma "faixa animada com uma declaração incomumente brilhante de amor queer" e acompanhada de videoclipe em homenagem ao filme Nunca Fui Santa com vários aspectos temáticos do filme. Pouco tempo depois, Naomi McPherson declarou-a como "uma música para as crianças terem o seu primeiro beijo gay" e a música foi mencionada por várias revistas musicais como uma das melhores músicas do ano de 2021 pela Consequence of Sound e pela Line of Best Fit (que, por sua vez, a classificou em primeiro lugar) além da própria Rolling Stone. Mais tarde, o grupo se juntou à turnê de inverno de Kacey Musgraves nos Estados Unidos de Janeiro a Fevereiro de 2022.
Já em Março de 2022, ao anunciar que seu terceiro álbum de estúdio autointitulado seria lançado em 24 de Junho de 2022 pela Saddest Factory em parceria com a Dead Oceans, o MUNA lançou e passou a promover o single "Anything But Me" (apresentado no mês seguinte na temporada final do talk show diurno de Ellen DeGeneres). Já o single "Kind Of Girl" foi lançado em Abril de 2022 e acompanhado de um videoclipe fortemente inspirado pela música country dos Estados Unidos com o trio brincando "com a natureza de gênero da música" e rendeu ao MUNA o seu retorno ao The Tonight Show Com Jimmy Fallon no mês seguinte.
O lançamento de seu terceiro álbum de estúdio, o autointitulado MUNA, foi aclamado pelos críticos musicais que o classificaram como o álbum mais bem avaliado da banda de acordo com o site de agregação de mídia Metacritic, também tornando-se o primeiro álbum do grupo a entrar em várias paradas - incluindo a UK Albums Chart e a Billboard 200 (Estados Unidos) - e liderar em audições e vendas na Austrália e na Escócia (Reino Unido). No mesmo dia do lançamento, "What I Want" ganhou videoclipe e passou a ser promovida como single. O MUNA também lançou seu cover de "Sometimes" (originalmente gravado pela Britney Spears ao seu álbum de estreia, ...Baby One More Time, em 1999) para a comédia romântica do Hulu Fire Island em Junho de 2022.
Depois disso, o MUNA serviu como banda de abertura em datas específicas de Março a Julho de 2023 nos Estados Unidos da turnê The Eras de Taylor Swift e nas datas australianas da turnê Solar Power de Lorde. Em Março de 2023, inclusive, se apresentou ao maior público de sua carreira: A plateia esgotada de 15 mil pessoas da cerimônia de encerramento do WorldPride Sydney, ao lado de Ava Max e Kim Petras, também vindo, no mês seguinte, a tocar pela primeira vez no Coachella e, também, lançar um novo single inédito ao ciclo de seu terceiro álbum de estúdio autointitulado, "One That Got Away", acompanhado de um videoclipe inspirado no "submundo do crime".

## Sexualidade, gênero e origem do nome do grupo
Todos os três integrantes do grupo se identificam como queers (Katie era assumidamente bissexual antes de autoafirmar sua homossexualidade em 2022 enquanto Josette e Naomi, que sempre se relacionaram apenas com mulheres, também se consideram pessoas não binárias). Inicialmente cautelosos em serem rotulados como uma "banda queer", o trio mais tarde abraçou a oportunidade de valer-se de sua popularidade musical para ajudar a inspirar as pessoas mais jovens a se sentirem confortáveis com suas identidades, já que suas músicas sempre abordaram questões de sexualidade e gênero. Não por acaso, uma de suas primeiras composições, "So Special" (primeira faixa do primeiro álbum de estúdio do trio, "About U") é considerado "um hino para as garotas vagabundas-envergonhadas [ao redor] do mundo que precisam afirmar seu próprio valor". Naomi também afirma que "seria muito significativo [...] quando eu tinha, digamos, 12 anos, conhecer alguém em uma banda e achar que era legal e saber que estava fora [do armário]. [...] Estou fora [do armário] e me sinto seguro porque nós três somos um pequeno exército um para o outro. Não tenho medo de ser eu mesmo. Isso me deixa orgulhoso de ser queer. Esse é o motivo pelo qual fazemos isso: Queremos um porto seguro."
Quando questionados sobre o significado do seu nome, o trio afirma terem muitos significados diferentes e que este nome se tornou "uma entidade maior do que todos nós individualmente", citando muitas línguas diferentes com traduções diferentes da palavra e tendo, originalmente, feito um brainstorming sem muita cerimônia.

## Honrarias
Em Junho de 2020, em homenagem ao 50º aniversário da primeira parada do orgulho LGBTQ, Queerty nomeou o MUNA entre os cinquenta heróis a "liderar a nação em direção à igualdade, aceitação e dignidade para todas as pessoas".

## Gayotic
Em Junho de 2021, o MUNA começou a hospedar um podcast chamado Gayotic como parte da rede Headgum. A descrição oficial diz, em parte, "tendo sido descrito pela imprensa como 'ocasionalmente difícil de se acompanhar', 'tão caótico quanto icônico' e 'passando por isso' (expressão idiomática da Língua Inglesa usada para descrever uma situação de grande desgaste pessoal em algum aspecto da vida pessoal ou profissional de alguém), o MUNA criou este podcast na esperança de fornecer não apenas mais renda como também uma visão rara sobre o comportamento dos gays fora do mês de Junho." O podcast frequentemente apresenta convidados especiais, muitos dos quais são LGBT+ - como todas as três integrantes do Boygenius (Phoebe Bridgers, Lucy Dacus & Julien Baker), Tegan And Sara e Clea Duvall.

## Álbuns
- About U (2017) (Estúdio)
- Saves The World (2019) (Estúdio)
- MUNA (2022) (Estúdio)
- Live at The Greek Theatre in Los Angeles (2024) (Ao Vivo)

## Links externos
- Sítio oficial
- Muna. no IMDb.
- Muna (em inglês) no AllMusic
- Muna (em inglês) no Discogs